# Округ Маршал (Западна Вирџинија)
Округ Маршал (енгл. Marshall County) је округ у америчкој савезној држави Западна Вирџинија.

## Демографија
По попису из 2010. године број становника је 33.107, што је 2.412 (-6,8%) становника мање него 2000. године.
| Група             | 2000.          | 2010.          |
| Белци             | 34.762 (97,9%) | 32.243 (97,4%) |
| Афроамериканци    | 153 (0,4%)     | 177 (0,5%)     |
| Азијати           | 90 (0,3%)      | 119 (0,4%)     |
| Хиспаноамериканци | 228 (0,6%)     | 265 (0,8%)     |
| Укупно            | 35.519         | 33.107         |